# Boussac (Aveyron)
Boussac (okzitanisch Bossac) ist eine französische Gemeinde im Département Aveyron mit 605 Einwohnern (Stand: 1. Januar 2022) in der Region Okzitanien (vor 2016 Midi-Pyrénées). Sie gehört zum Arrondissement Villefranche-de-Rouergue (bis 2017 Arrondissement Rodez) und zum Kanton Ceor-Ségala. Die Einwohner werden Boussacois und Boussacoises genannt.

## Geografie
Boussac liegt in einem der südwestlichen Ausläufer des Zentralmassivs auf dem Plateau Ségala in der historischen Provinz Rouergue, etwa 18 Kilometer westsüdwestlich von Rodez. Umgeben wird Boussac von den Nachbargemeinden Colombiès im Nordwesten und Norden, Moyrazès im Norden und Osten, Baraqueville im Osten, Gramond im Süden sowie Castanet im Westen.

## Bevölkerungsentwicklung
| Jahr                       | 1936 | 1946 | 1954 | 1962 | 1968 | 1975 | 1982 | 1990 | 1999 | 2006 | 2019 |
| -------------------------- | ---- | ---- | ---- | ---- | ---- | ---- | ---- | ---- | ---- | ---- | ---- |
| Einwohner                  | 794  | 666  | 628  | 640  | 633  | 612  | 558  | 465  | 415  | 510  | 595  |
| Quellen: Cassini und INSEE |      |      |      |      |      |      |      |      |      |      |      |

## Sehenswürdigkeiten
- Befestigte Kirche Notre-Dame-de-l’Assomption aus dem 15. Jahrhundert, erweitert um einen Glockenturm im 16. Jahrhundert, seit 1944 als Monument historique klassifiziert; diverse Einrichtungsstücke sind ebenfalls als Monument historique klassifiziert

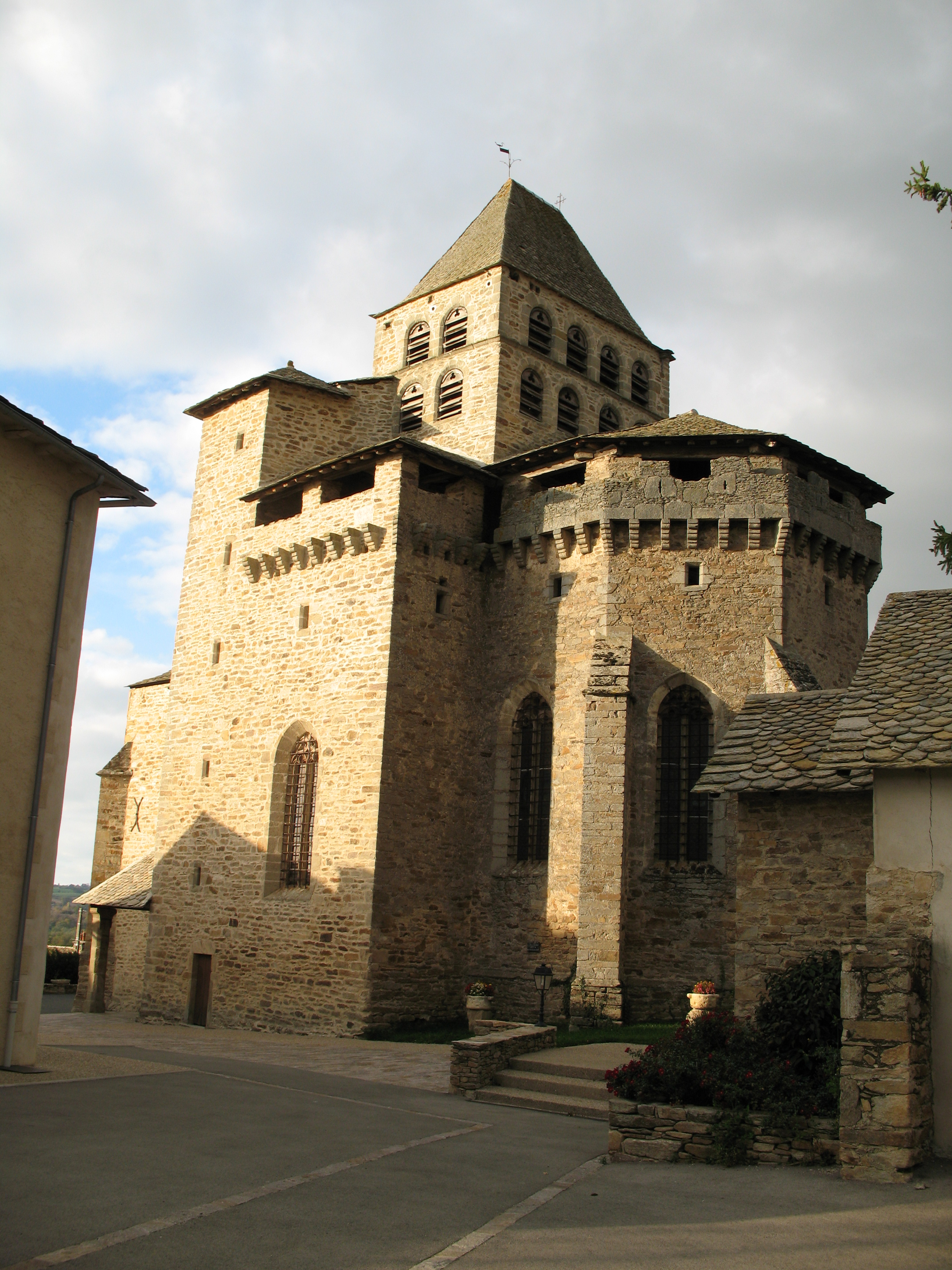
Kirche Notre-Dame-de-l’Assomption